# Ďurova mláka
Ďurova mláka je přírodní rezervace v chráněné krajinné oblasti Vihorlat. Jedná se o cenné vrchoviště. Nachází se v katastrálním území Valaškovce-sever v okrese Humenné v Prešovském kraji. Území bylo vyhlášeno či novelizováno v letech 1980, 1993 na rozloze 2,1375 ha. Ochranné pásmo nebylo stanoveno.

## Fotogalerie

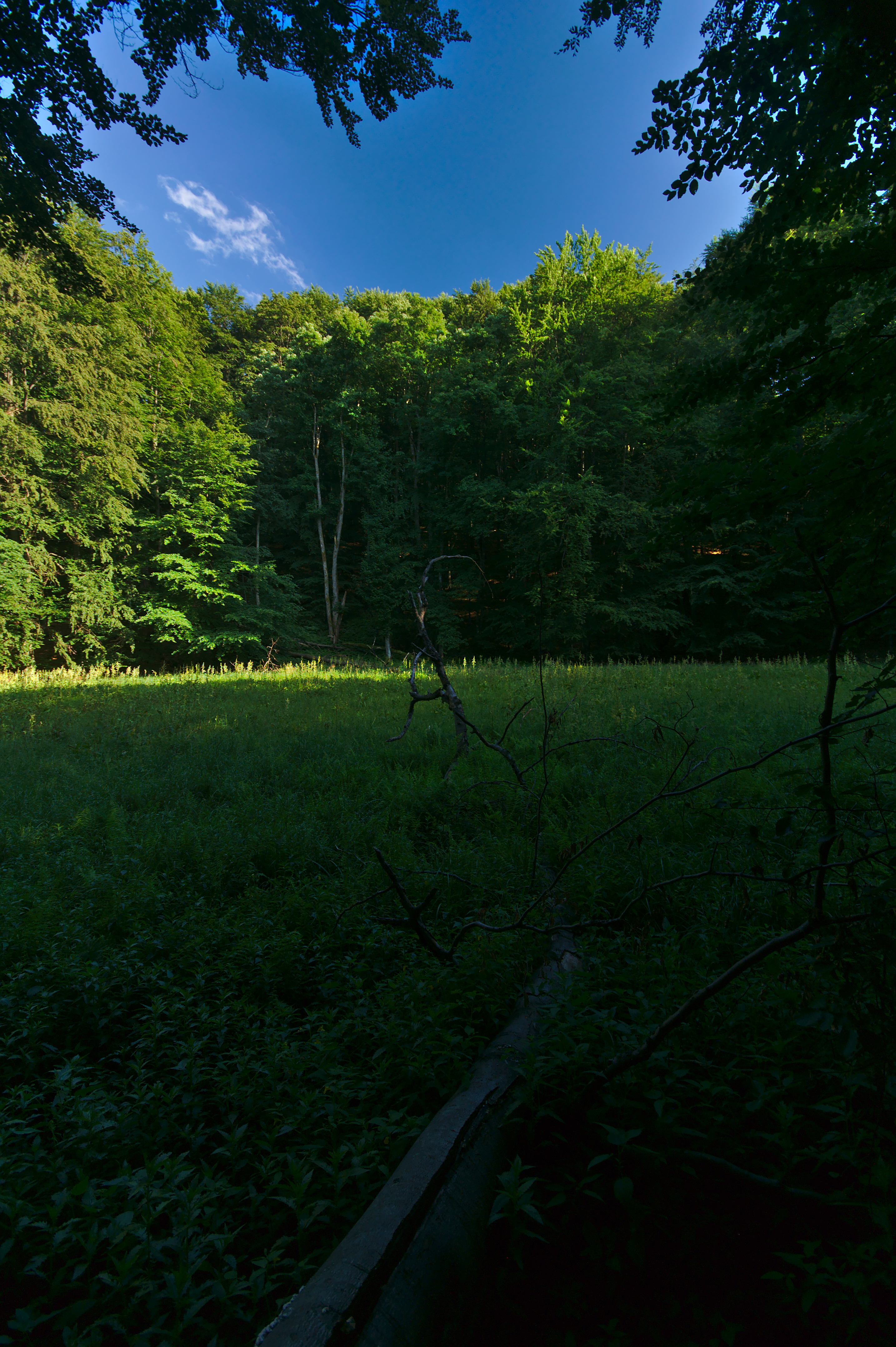
Celkový pohled
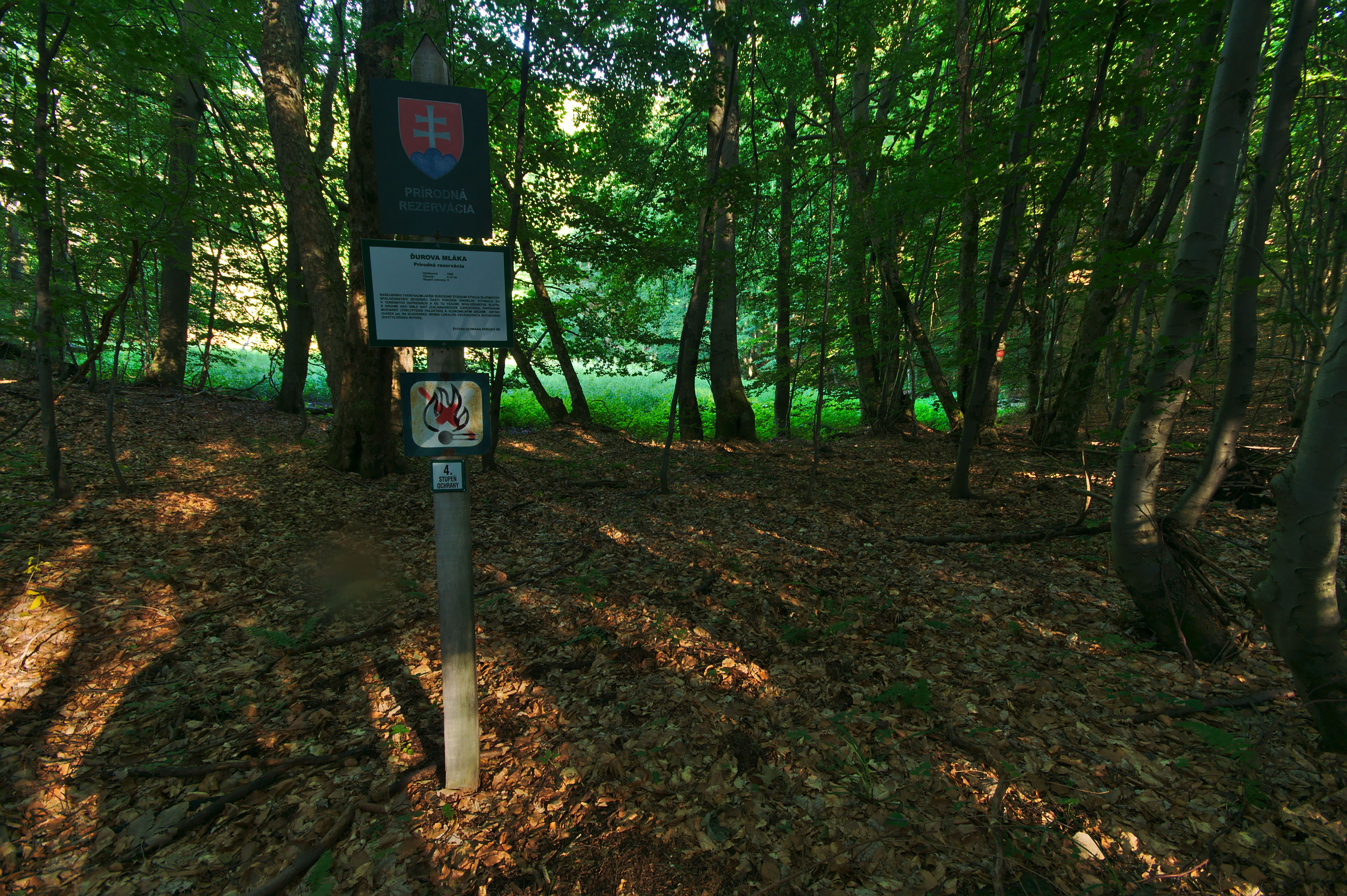
Cedule
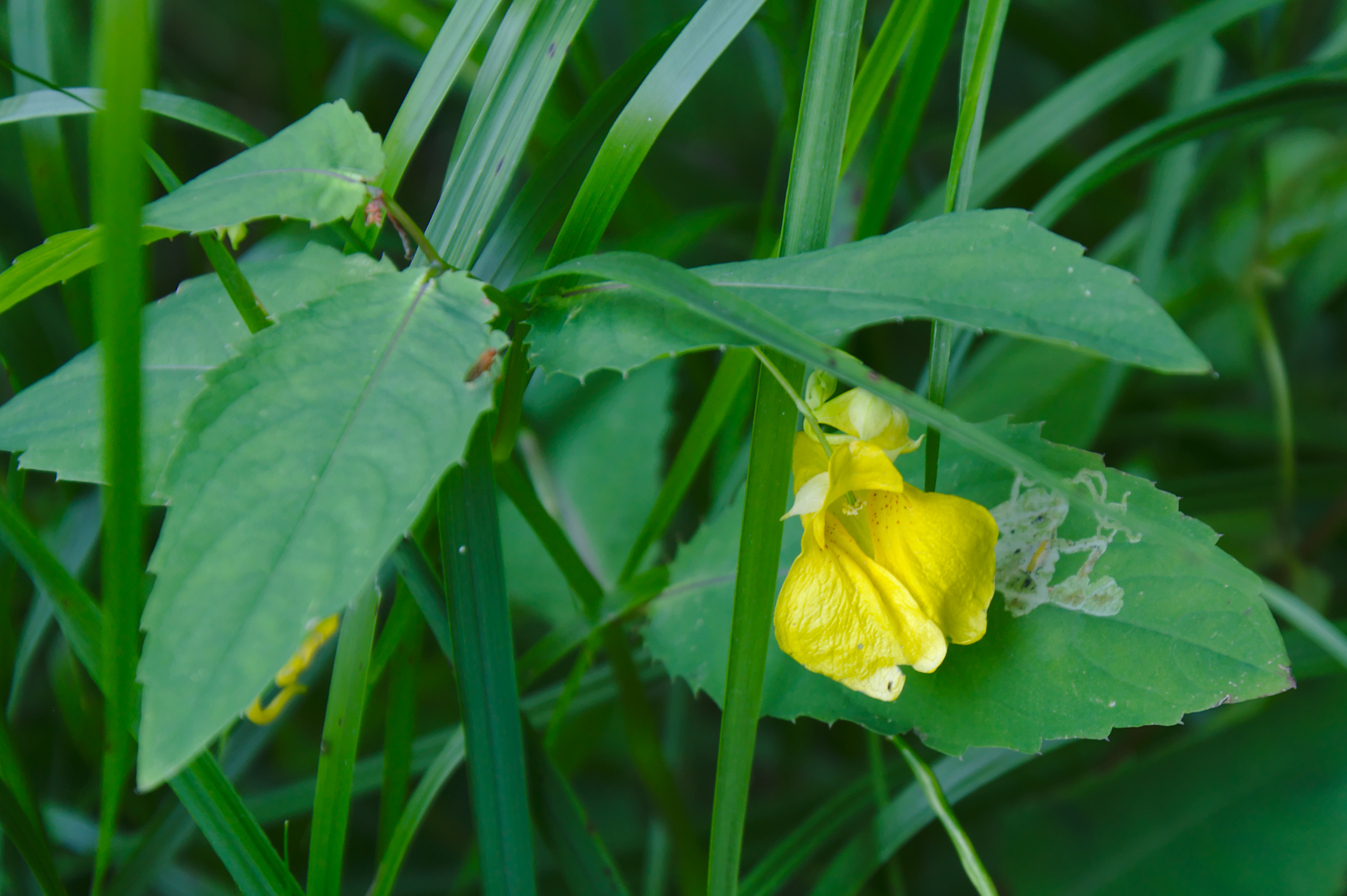
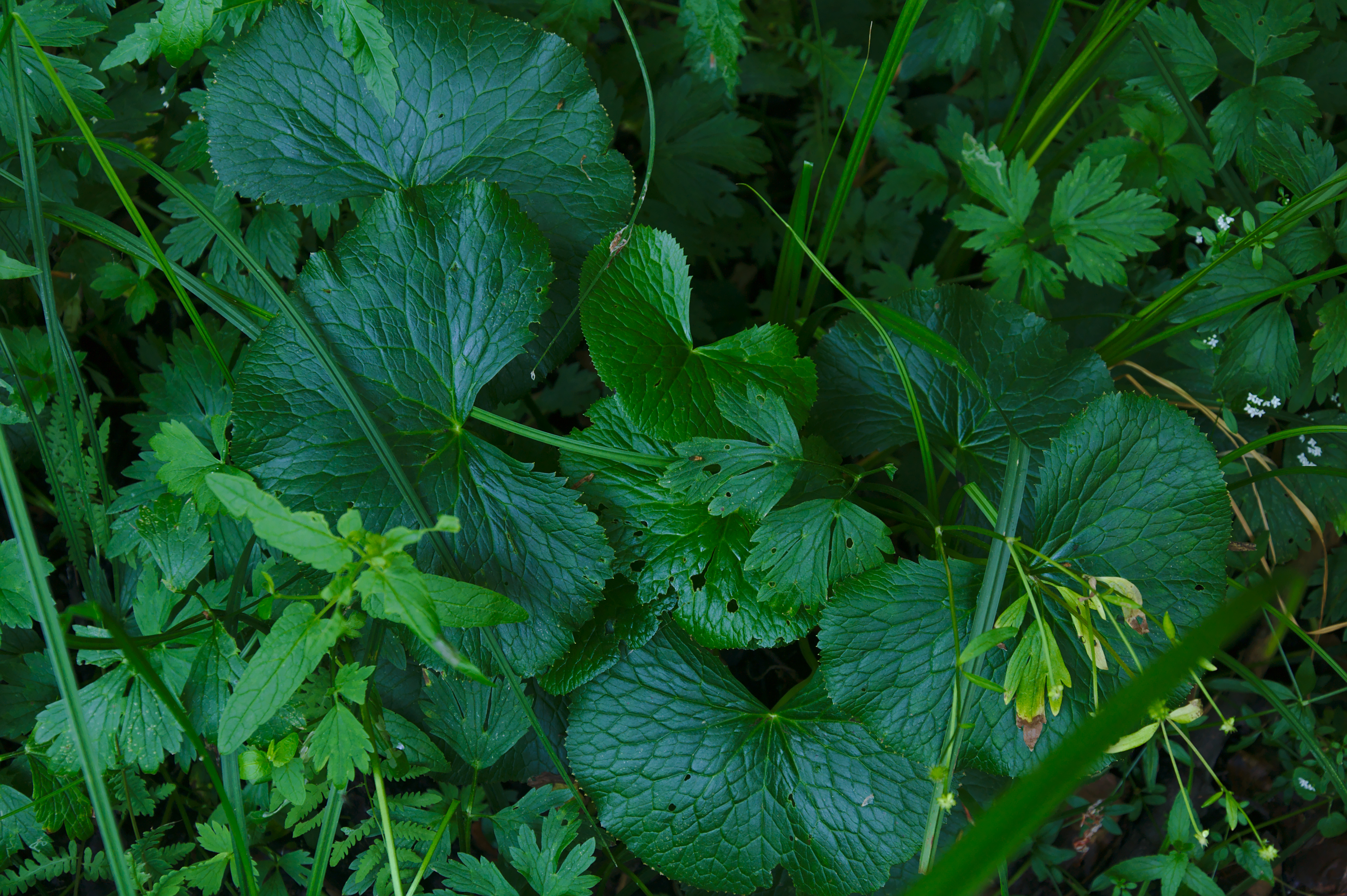
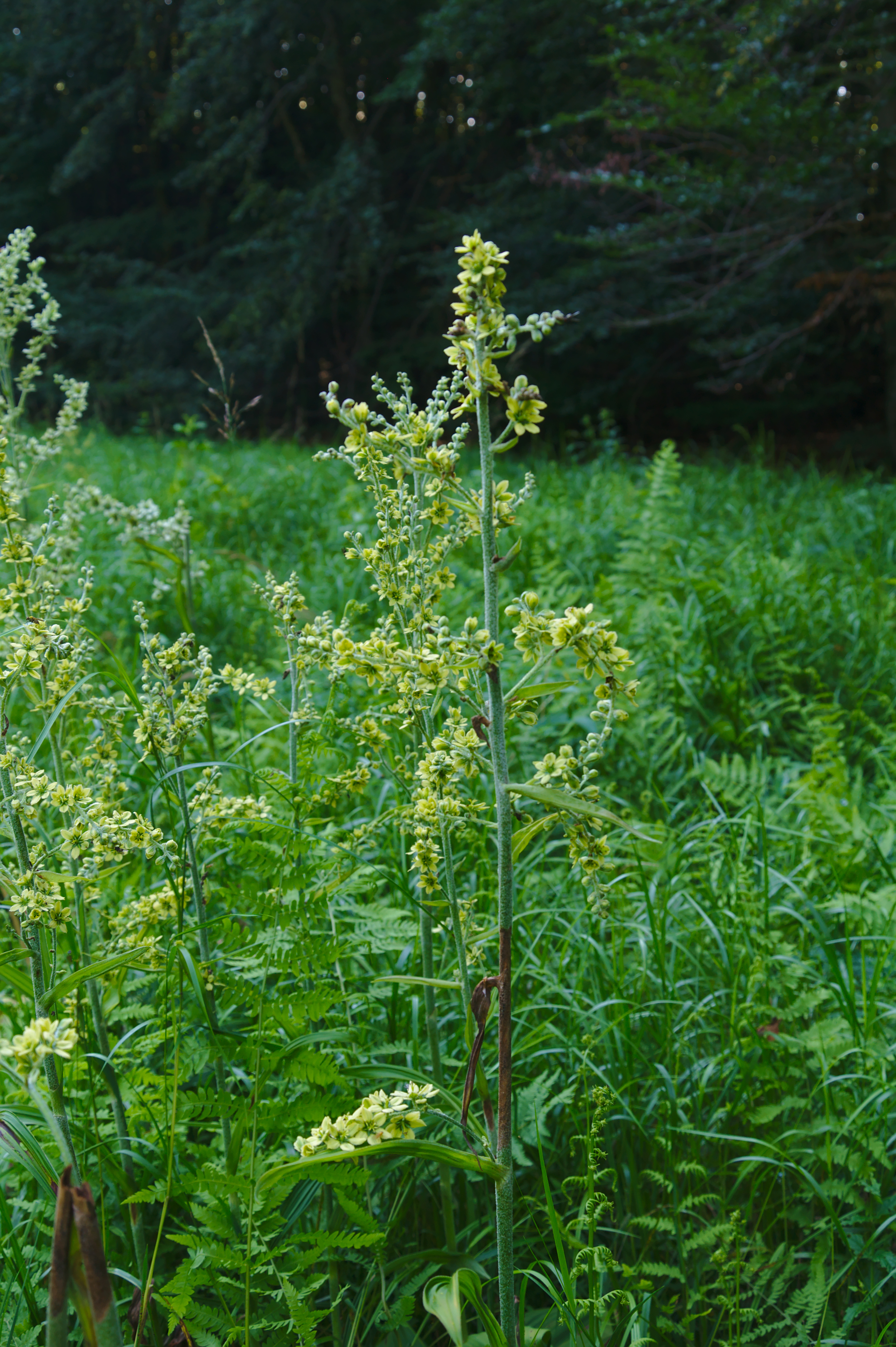